# Bustos (Bulacan)
Bustos (Bayan ng Bustos) är en kommun i Filippinerna. Kommunen ligger på ön Luzon, och tillhör provinsen Bulacan. Folkmängden uppgår till 62 415 invånare, enligt folkräkningen 2010.
Bustos delas in i 19 barangayer.

## Källor

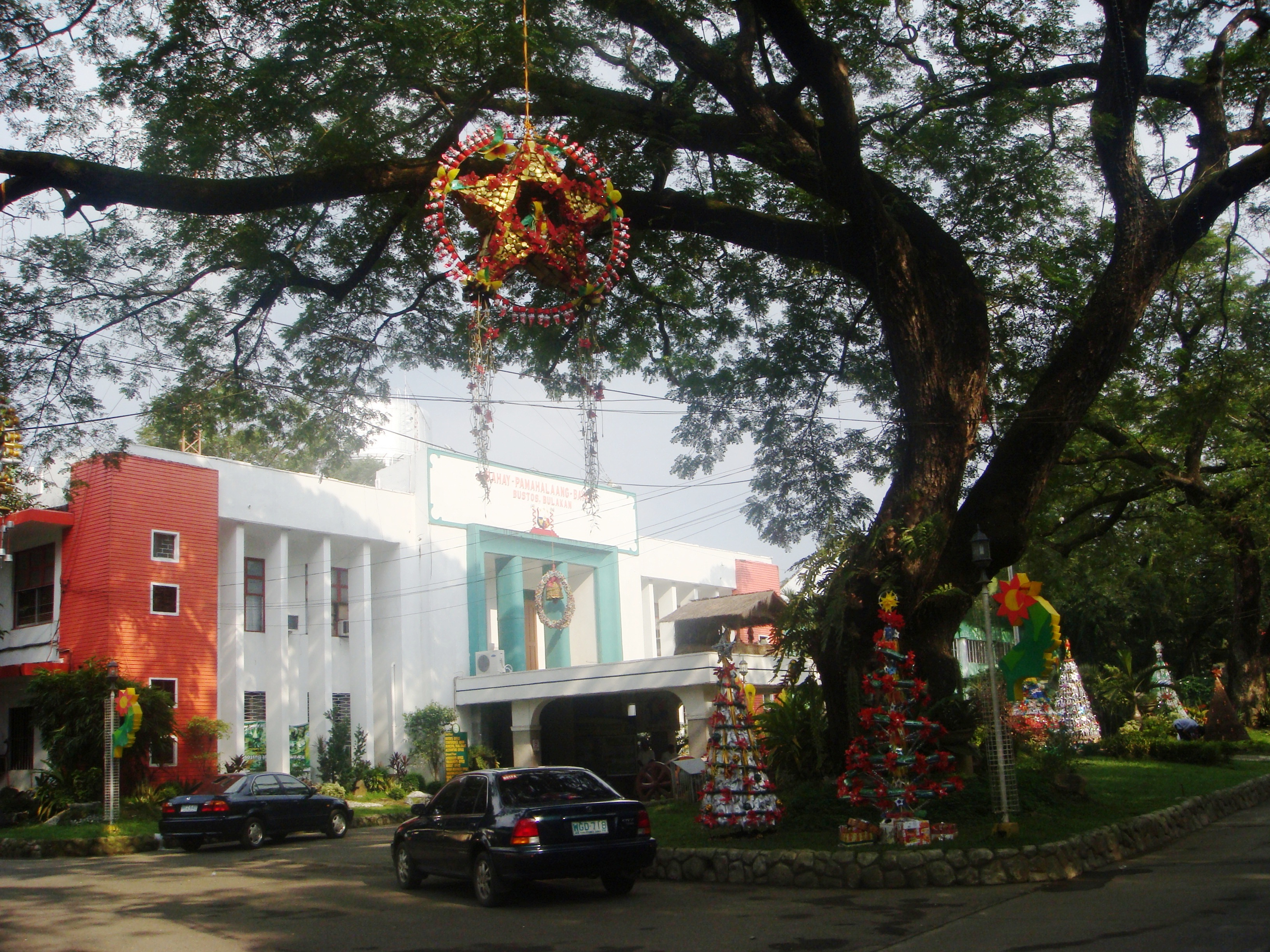
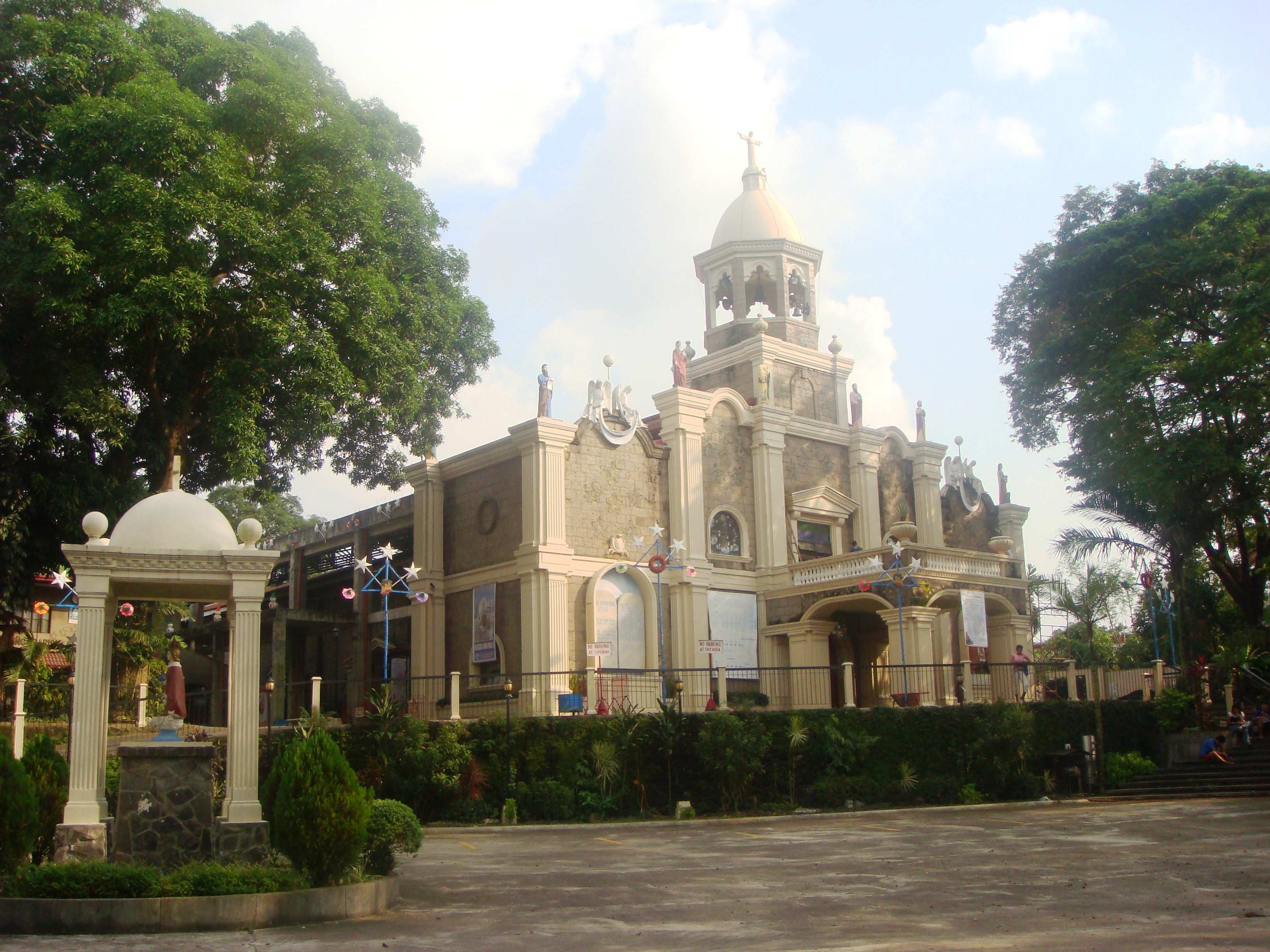
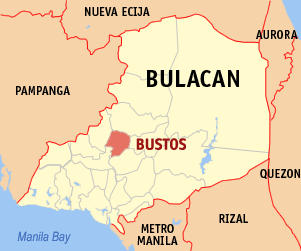
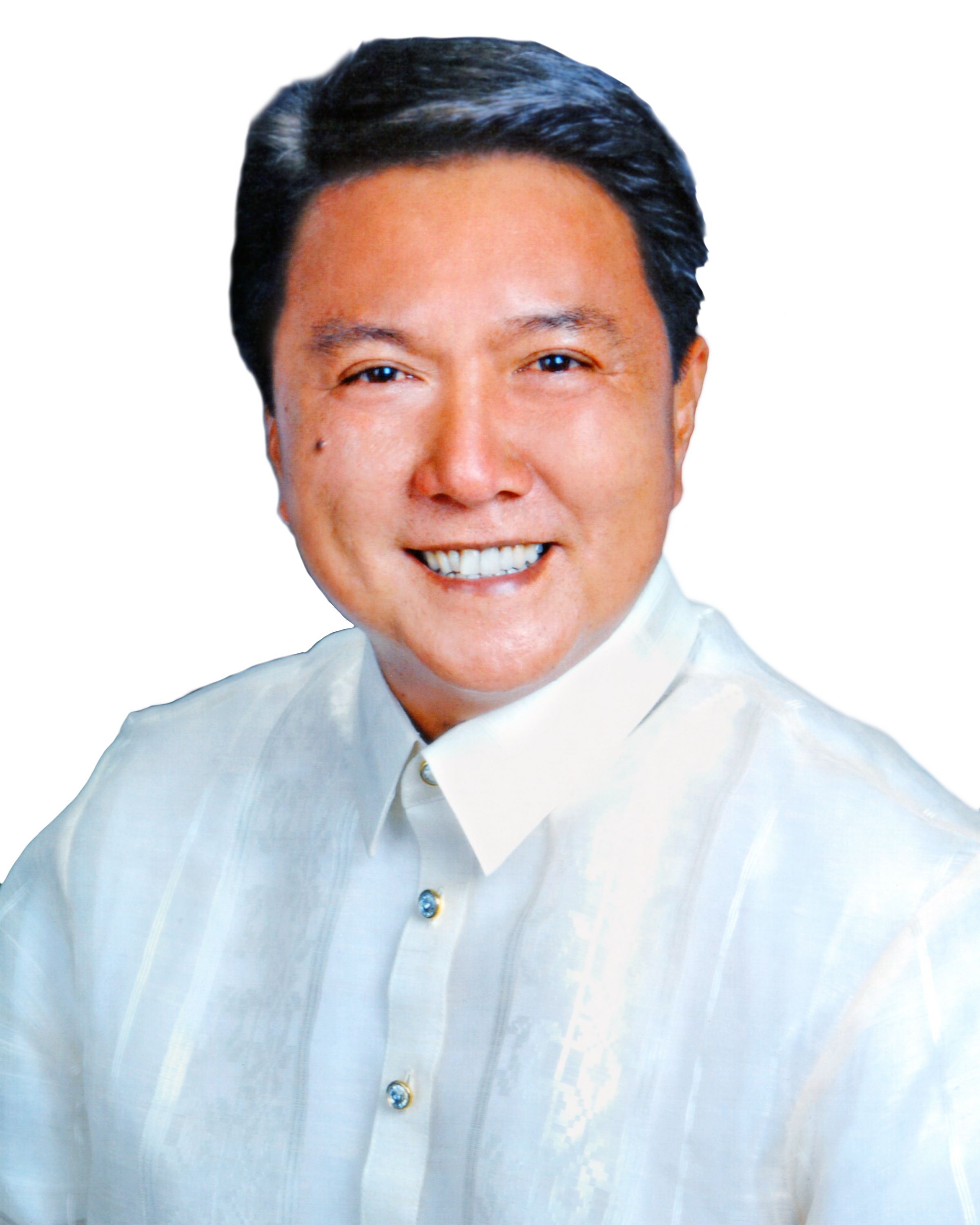